# Ignacy Błażej Łopaciński
Ignacy Błażej Łopaciński herbu Lubicz (ur. 2 lutego 1722 w Łopacinie w woj. mścisławskim, zm. 16 grudnia 1776 w Wilnie) – pamiętnikarz, dramatopisarz. W 1746 został surrogatorem ziemi mścisławskiej, a w 1752 sędzią grodzkim brasławskim. W latach 1761–78 pisarz skarbowy litewski, czterokrotnie poseł na sejm.

## Życiorys
Syn Leona i Reginy Święcickiej, brat biskupa żmudzkiego Jana Dominika Łopacińskiego i wojewody brzeskolitewskiego Mikołaja Tadeusza Łopacińskiego. 
Założyciel linii pisarskiej Łopacińskich z siedzibą w Jodach.
W 1740 wyjechał za granicę wraz ze swoim bratem Janem Dominikiem, towarzysząc biskupowi koadiutorowi wileńskiemu Józefowi Sapieże. Opisał swoje życie i podróże po Europie w pamiętnikach zredagowanych ok. 1763, które wydrukowała Biblioteka Warszawska (1855) i Gazeta Codzienna (1856-57). Autor wierszy i komedii m.in. Perekińczyk.
W 1746 r. został surogatorem ziemi mścisławskiej, a 1752 r. sędzią brasławskim. W 1761 r. otrzymał nominację na pisarza skarbowego W. Ks. Litewskiego i na tym urzędzie aż do śmierci pozostał. Poseł województwa wileńskiego na sejm konwokacyjny 1764 roku. 
W 1752 r. poślubił Judytę z Prozorów, córkę wojskiego kowieńskiego Stanisława Prozora i Róży z Syruciów, a siostrę wojewody witebskiego Józefa Prozora i siostrzenicę kasztelana witebskiego Szymona Syrucia.
Umarł w Wilnie w drodze z sejmu 1776 r., pochowany w kościele Św. Jakuba.